# Franz Bronold
Franz Bronold (* 28. Mai 1918 in Köln; † Mai 1943) war ein deutscher Radsportler, der Rennen auf Straße und Bahn bestritt.

## Sportliche Laufbahn
1938 gewann Franz Bronold das Straßenrennen Rund um Köln bei den Amateuren, bei Rund um die Hainleite belegte er Platz drei. Als Mitglied der deutschen Nationalmannschaft startete er bei der ersten Großdeutschen Alpenfahrt. Anschließend zog er nach Chemnitz. 1939 bis 1941 wurde er drei Mal in Folge mit der Mannschaft des RC Wanderer Chemnitz deutscher Meister in der Mannschaftsverfolgung. 1941 gewann er in Augsburg zudem mit 17 Sekunden Vorsprung überraschend vor dem Favoriten Hans Preiskeit und dem Wiener Rudi Valenta das Straßenrennen der Amateure bei den deutschen Straßenmeisterschaften; er absolvierte die 241 Kilometer lange Strecke in sechs Stunden, 52 Minuten und 55 Sekunden.  Bei Rund um Leipzig im selben Jahr belegte er Platz zwei.
Laut den Personalakten der Wanderer-Werke starb Bronold, der dort als „Hilfskontrolleur und Radrennfahrer“ geführt wurde, Anfang Mai 1943. Im Juli 1943 vermeldete die Zeitung Der Deutsche Radfahrer, Bronold sei „auf dem Feld der Ehre“ gefallen.

## Erfolge
1938
- Rund um Köln (Amateure)

1939
- Deutscher Amateur-Meister – Mannschaftsverfolgung (mit Bruno Schulze, Rudi Thoß, Gerhard Bolte, Hans Preiskeit und Hans Kinnle)

1940
- Deutscher Amateur-Meister – Mannschaftsverfolgung (mit Bruno Schulze, Rudi Thoß und Hans Preiskeit)

1941
- Deutscher Amateur-Meister – Mannschaftsverfolgung (mit Bruno Schulze, Rudi Thoß und Hans Preiskeit)
- Deutscher Amateur-Meister – Straßenrennen